# Alcoba de los Montes
Alcoba de los Montes, in passato Alcoba, è un comune spagnolo di 637 abitanti situato nella comunità autonoma di Castiglia-La Mancia.